# E하루616 디지털 유산 어워드
e하루616 디지털 유산 어워드는 다음 직원과 주주들이 만든 비영리재단 <다음세대재단>에서 2012년부터 매년 수여하는 상이다. <다음세대재단>은 해마다 6월 16일에 디지털 세상의 모습을 기록하는 ‘e하루616’ 행사를 여는데, 'e하루616 디지털 유산 어워드'는 이러한 '인터넷 역사 만들기 프로젝트'의 일환이다. 매년 6월 16일에 다음 세대를 위해 보존해야 할 가치가 있는 인터넷 유산을 선정하는데, 전문심사위원들이 네티즌 투표 결과를 반영해 본상(3개, 상금 100만 원)을 선정하고 가장 많은 표를 획득한 웹사이트에는 네티즌 인기상(1개, 상금 50만 원)을 수여한다. 본상과 인기상에 선정된 웹사이트에는 상금, 상패, 디지털 유산 어워드 배지 등을 증정한다.